# March 721

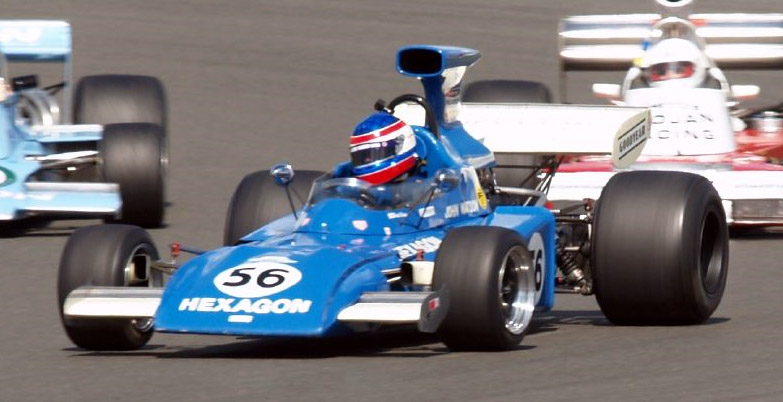
March 721

Der March 721 war ein Formel-1-Rennwagen, der 1972 von March Engineering gebaut wurde.

## Modellgeschichte
Der 721 war das Nachfolgemodell des March 711 und sollte nach der starken Saison 1971 für March den Sprung an die Spitze der Formel-1-Konstrukteure sichern. Es gab ihn in drei Versionen: als herkömmlichen 721, als 721X und als 721 G.
Die Basisversion des 721, die keine Zusatzbezeichnung in Form eines Buchstabens trug, wurde für Kunden wie Frank Williams und Günther Hennerici gebaut.
Der March 721X war dagegen für das Werksteam bestimmt. Der 721X hatte das Monocoque des einfachen 721, die hinteren Federn waren jedoch hoch angelenkt und konnten über Hebel und Federn bedient werden. Konstrukteur Frank Costin wollte ein niederes Trägheitsmoment schaffen, indem er das meiste Gewicht des Wagens in der Fahrzeugmitte konzentrierte. In der Theorie war dieser Entwurf nachvollziehbar, aber die Rennreifen von Goodyear, die March 1972 einsetzte, harmonierten nie richtig mit dem Chassis. Die Vorderreifen wurden beständig überlastet, sodass Über- und Untersteuern entstand. Das Getriebe, die Kraftübertragung und den Motor lieferte Alfa Romeo. Die Fahrer kamen mit dem Auto nicht zurecht. Der 721X wird allgemein als Fehlkonstruktion angesehen. Niki Lauda, einer der March-Werksfahrer des Jahres 1972, nannte den 721X „einen kompletten Versager“, „eine Totgeburt“ und „ein Debakel“.
Als absehbar war, dass der Wagen ein Fehlschlag war, baute March in nur neun Tagen ein Alternativmodell, den 721G, um einen völligen Misserfolg in der Saison 1972 abzuwenden. Für den 721G wurde ein herkömmliches Formel-2-Chassis vom March 722 für die Formel 1 angepasst. Aufhängung und Bremsen stammten von der Kundenversion des 721, als Triebwerk kam wieder der DFV-V8-Motor von Cosworth zum Einsatz. Damit hatte March 1972 drei Formel-1-Modelle innerhalb eines Jahres gebaut. Ronnie Peterson erreichte mit dem G-Typ beim Großen Preis von Deutschland den dritten Rang. Niki Lauda blieb mit dem March in seiner ersten kompletten Formel-1-Saison punktelos.